# Sant Feliu de Llobregat
Sant Feliu de Llobregat (in spagnolo San Feliú de Llobregat) è un comune spagnolo di 44 198 abitanti situato nella comunità autonoma della Catalogna. È capitale della comarca del Baix Llobregat. Si trova sulla sponda sinistra del fiume Llobregat a circa 10 km da Barcellona. È anche sede della Diocesi di Sant Feliu de Llobregat.
È famosa per la coltivazione delle rose. Ogni anno a maggio vi si svolge la Exposició nacional de Roses.

## Storia
Dai ritrovamenti archeologici risulta che nella valle del Llobregat la presenza umana risale al paleolitico e che nella zona di Sant Feliu si ebbero insediamenti fissi di tribù iberiche, cui seguirono i Cartaginesi e i Romani nel III secolo a.C. Alla dominazione romana seguì quella visigota e poi quella araba. La località dove ora si trova Sant Feliu assunse così diversi nomi: Ticiano, Tiano e Miano.
Il nome di Sant Feliu appare per la prima volta in un documento scritto nel 1002 ed era quello di un santuario dedicato a san Felice. Il territorio di Sant Feliu fece parte del regno di Aragona, e il nucleo urbano nel XV secolo a appartenne alle parrocchie di Sant Just e San Joan Despì. Nel 1524 fu costruita la chiesa parrocchiale di Sant Lorenç distrutta durante la guerra civile del 1936-39. Nel XVII secolo Jaume Falquera costruì un palazzo con estesi giardini lungo le rive del fiume Llobregat su terreni appartenenti da pochi anni al marques de Coldevell della famiglia di Jaume Falquera. Nonostante la vicinanza a Barcellona, che ebbe una grande espansione economica e politica fino alla riunificazione della Spagna alla fine del XV secolo, Sant Feliu era ancora un borgo agricolo e tale rimase fino al XIX secolo quando si ebbe un risveglio economico: nel 1855 fu costruita la stazione della linea ferroviaria Barcellona-Villafranca e nel 1886 fu costruito il Mercado Municipal.
A partire dall'inizio del XX secolo si installarono nel territorio comunale alcune industrie e si sostituirono le macchine a vapore con quelle elettriche. La popolazione aumentò e Sant Feliu nel 1929 ottenne dal re Alfonso XIII il titolo di "Città". Nel 1931 fu proclamata a Barcellona la Repubblica Popolare Catalana con a capo Francesc Maciá e nel 1936 Barcellona diventò la sede del governo della Spagna repubblicana, che decise di togliere dai nomi delle località ogni riferimento religioso per cui Sant Feliu fino alla fine della guerra civile nel 1939 si chiamò Rosas del Llobregat che ricorda la tradizione locale della coltivazione delle rose; furono anche soppressi diversi ordini religiosi. La guerra civile finì nel 1939 con la presa della città da parte delle truppe di Franco il vecchio nome ritornò e a partire dalla metà del secolo scorso dopo la dittatura franchista, si installarono delle industrie prima tessili e poi metallurgiche.
Nel 1992 in occasione dei giochi olimpici di Barcellona ospitò le gare di pallavolo.
Nel 2004 fu designata come sede vescovile di una nuova diocesi di cui la chiesa di Sant Lorenç divenne la cattedrale.

## Monumenti e luoghi d'interesse
- Torre Abadal del XII secolo.
- Torre de santa Margarida del XII secolo ampliata fino a diventare un grande complesso edilizio nel XV inglobando anche una chiesa del 1175.
- Torre del Bispe torre di difesa in un grande edificio del XIII secolo di proprietà del vescovo di Barcellona.
- Ca n'Albareda  casa signorile dei secoli XVI-XVII e le altre case signorili:
- Can Llovera dei secoli XVI-XVII.
- Can Maginas dello stesso periodo.
- Can Monmany del 1850.
- Can Ricart del XIX secolo.
- Can Calders del 1911.
- Masia de la Salud complesso edilizio del XVI secolo con una piccola cappella del XIII secolo dedicata alla Verge de la Salud.
- Casino Santfeliuenc del 1879 oggi centro culturale.
- El Mercat costruzione metallica per il mercato costruita nel 1884.
- Casetes Bertrand complesso edilizio di case unifamiliari costruite nel 1874 da Manuel Bertrand nei pressi della sua azienda tessile per ospitare gli operai della fabbrica stessa. Costituiscono un interessante esempio di edilizia popolare di quel periodo.
- La Uniò Coral edificio del 1908 ampliato nel 1915 ateneo musicale e centro sociale.
- Torre dels Roses edificio residenziale con torre del XIX secolo oggi centro dell'Universitat Oberta de Catalunya.
- Col-legi Virgen de la Saludneogotico del 1912.
- Ajuntament sede municipale del 1911-1928.
- Cal Ductor Marti edificio residenzia le del 1911.
- Conjunt de las Monges Franceses antico complesso residenziale signorile del XVIII secolo ceduto nel 1908 ad una comunità di suore francesi che vi fondarono il Col legi del Bon Salvador poi modificato e ampliato. Durante la guerra civile del 1936-39 fu risparmiato dalla distruzione perché soggetto alla protezione del consolato francese, come avvertiva un cartello apposto sull'edificio.
- Catedral de Sant Lorenç del XIX secolo distrutta durante la guerra civile e ricostruita nel 1940-1975.
- Parroquia de Sant Feliu del XVIII secolo.
- Antic escorxador del 1911-1929 oggi piscina pubblica.

## Dintorni
A 18 km Martorell, a 35 km Terrassa, a 58 km Vilafranca del Penedès capoluogo dell'antica comarca dell'Alt Penedès ricca di monumenti e famoso centro vinicolo.